# ウルトラクルーザー (航空機)
ウルトラクルーザー
Ultracruiser
- 用途：ホームビルト機
- 分類：アメリカ連邦航空規則第103部 "Ultralight Vehicles"（英語版）
- 設計者：Morry Hummel
- 製造者：Hummel Aviation（英語版）
- 初飛行：2000年
- 生産数：100 (2011年時点)
- 運用状況：生産中(2012年時点)
- ユニットコスト：13,950USドル (キット機の場合。2015年時点)
- 原型機：Hummel Bird（英語版）
- サブタイプ：Hummel H5（英語版）

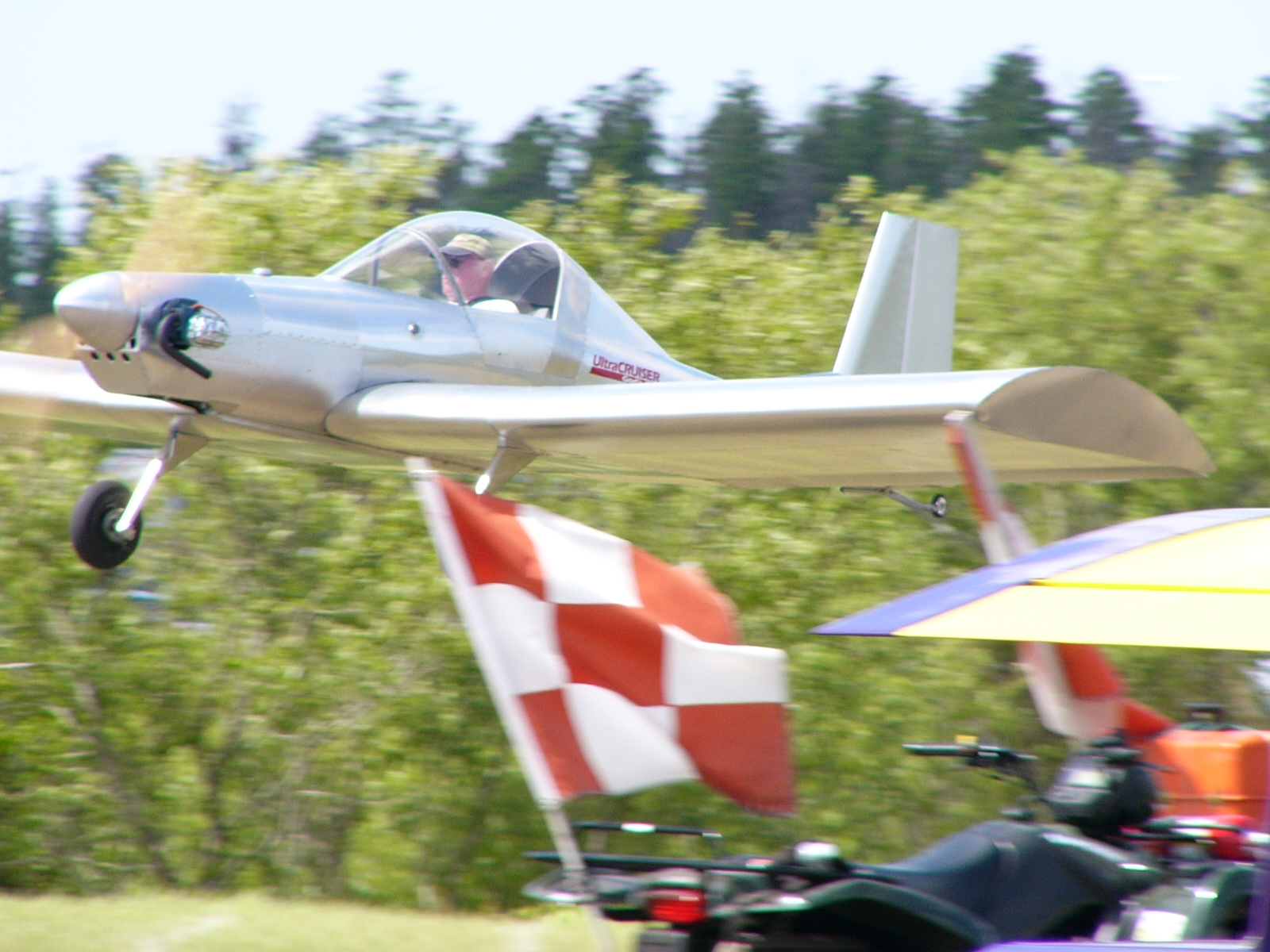
Sun 'n Fu 2004で着陸するウルトラクルーザー。アメリカ合衆国 フロリダ州レイクランド

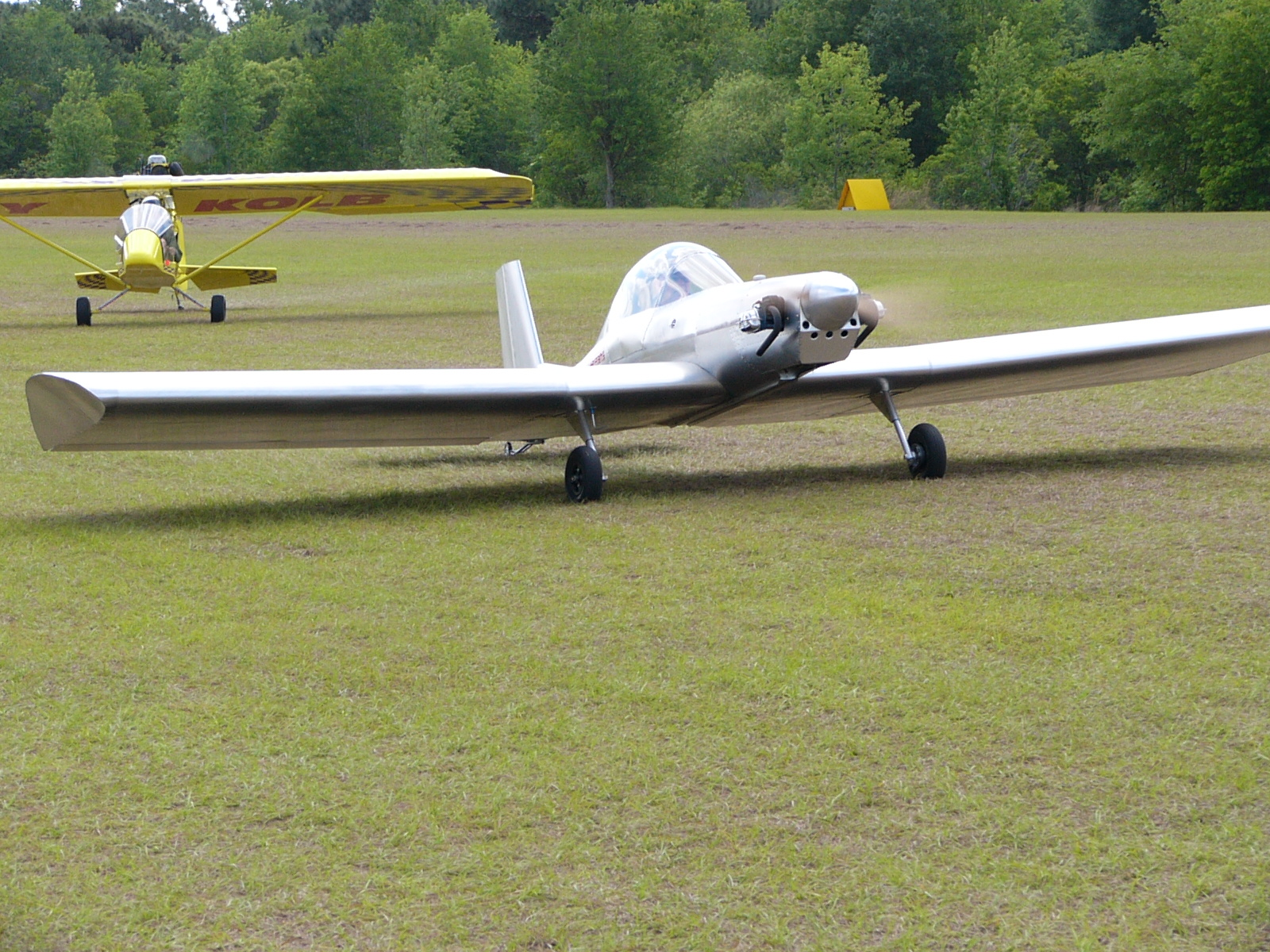
Sun 'n Fu 2004でタキシング中のウルトラクルーザー。 アメリカ合衆国 フロリダ州レイクランド

ウルトラクルーザー(Ultracruiser)(「ウルトラ・クルーザー」、"Ultra Cruiser"、"UltraCruiser"とも表記される)はMorry Hummelにより設計され、Hummel Aviationで製造されているアメリカ製ホームビルト機である。本機は自作愛好家向けにキットまたは図面で提供される他、完成機としても提供される。

## 設計及び開発
ウルトラクルーザーは、同じ設計者が開発したより重い"バード" から発展したもので、最大空虚重量254 lb (115 kg)までの機体を取り扱うアメリカ連邦航空規則第103部 "Ultralight Vehicles"の規定に適合するよう設計された。本機の標準的な空虚重量は249 lb (113 kg)である。
ウルトラクルーザーは片持ち低翼単座の牽引式単発機である。開放型コクピットと尾輪式降着装置を備えるが、オプションで密閉型コクピット、前輪式降着装置も選択できる。
本機はアルミニウム合金の板金から製作される。主翼は翼幅7.6 m (25 ft)、翼面積10.4 m2 (112 sq ft)で、翼型には Harry Ribblett GA30-618が採用されている。推奨されるエンジンの出力は28 - 45 hp (21 - 34 kW)で、使用される標準エンジンは37 hp (28 kW)の1/2 VW4ストロークエンジンである。提供されるキットからの製作時間は420時間と推定されている。
日本における作例では、工作経験が十分であれば、素材(アルミニウム合金板材等)、エンジン、計器類の到着から完成までの製作日数は約90日、製作時間は約1,000時間と報告されている。

## 運用史
2011年12月までに100機が完成し、飛行している。
前述の通り、アメリカ連邦航空規則の"Ultralight Vehicles"に適合するように開発された機体であるが、日本における超軽量動力機の要件にも適合させることができるため、日本でも愛好家の手によって少なくとも2機(識別記号:JR1669、JR1908
)が製作され、飛行した実績がある。

## 派生型
ウルトラクルーザー
アメリカ連邦航空規則第103部に適合するベースモデル。37 hp (28 kW)の1/2 VWエンジン搭載。
ウルトラクルーザー・プラス
より大柄で重いパイロット向けのモデルであり、アメリカ連邦航空規則では"Experimental"に該当する。60 hp (45 kW)のフォルクスワーゲン空冷エンジン搭載。

## 性能諸元 (ウルトラクルーザー)
出典: Kitplanes and Hummel Aviation
諸元
- 乗員: 1
- 全長: 4.88 m （16 ft）
- 全高:
- 翼幅: 7.62 m（25 ft）
- 翼面積: 10.41 m2 （112 ft2）
- 翼型: Harry Ribblett GA30-618
- 空虚重量: 112.9 kg （249 lb）
- 運用時重量: 226.8 kg （500 lb）
- 動力: 1/2 VW 4ストローク空冷2気筒(自動車用エンジン転用)、27.6 kW （37 hp）   × 1
- 燃料搭載量: 19 L (5 U.S. gal)

性能
- 超過禁止速度: 153 km/h （83 kn）
- 巡航速度: 97 km/h （52 kn）
- 失速速度: 45 km/h （24 kn）
- 上昇率: 5.1 m/s （1000 ft/min）
- 翼面荷重: 22.0 kgf/m2 （4.5 lb/ft2）